# Горняк (футбольный клуб, Кушва)
«Горняк» — бывший российский футбольный клуб из города Кушва Свердловской области. На уровне команд мастеров играл в 1995—1996 годах (в Третьей лиге первенства России).

## История
Команда «Горняк» образована в Кушве в 1949 году, её создателем был Шибанов Василий Григорьевич. Выступала на региональном уровне. В 1965 году команда стала чемпионом и обладателем кубка Свердловской области.
Футбольный клуб «Горняк» был основан в 1992 году. Стал играть в Первенстве России среди КФК (зона «Урал»). В 1993 и 1994 годах также принимал участие в Кубке России среди КФК: оба раза выигрывал турнир зоны «Урал», а на финальном турнире занял 4-е место в 1993 году (в матче за 3-е место уступил «Металлургу» Пикалёво — 0:0, пен. 2:3) и не вышел из группы (3-е место из 3-х) в 1994 году.

## Результаты выступлений в Первенствах России
| Сезон | Лига                        | Место    | И  | В  | Н | П  | Мячи  | Тренер                    | Бомбардир                                         |
| ----- | --------------------------- | -------- | -- | -- | - | -- | ----- | ------------------------- | ------------------------------------------------- |
| 1992  | Первенство КФК, зона «Урал» | 8 из 13  | 24 | 7  | 7 | 10 | 26-37 |                           | Дмитрий Захаров — 6 мячей                         |
| 1993  | Первенство КФК, зона «Урал» | 3 из 12  | 22 | 11 | 6 | 5  | 35-23 |                           | Владимир Курдюмов — 10 мячей                      |
| 1994  | Первенство КФК, зона «Урал» | 3 из 7   | 12 | 6  | 2 | 4  | 13-12 |                           | Владимир Курдюмов — 4 мяча                        |
| 1995  | Третья лига ПФЛ, зона 6     | 7 из 14  | 26 | 11 | 4 | 11 | 29-39 | Коньшин Виктор Георгиевич | Владимир Курдюмов — 6 мячей                       |
| 1996  | Третья лига ПФЛ, зона 6     | 10 из 13 | 24 | 7  | 4 | 13 | 19-37 | Коньшин Виктор Георгиевич | Владимир Курдюмов, Александр Голубков — по 4 мяча |

Единственный раз в Кубке России клуб принял участие в 1996 году: в 1/256 финала розыгрыша 1996/97 годов на домашнем стадионе «Металлург» «Горняк» уступил «Энергии» из Чайковского — 0:2.